# Суздалова, Нэля Дмитриевна
Нэля Дмитриевна Суздалова (1937, Хайрюзово, Дальневосточный край — 22 сентября 2023, Петропавловск-Камчатский) — ительменская поэтесса.

## Биография
Нэля Суздалова родилась в 1937 году в селе Верхнее Хайрюзово Тигильского района (ныне Камчатский край).
Окончила Биробиджанское культпросветучилище. Работала в библиотеке: сначала в Ковране, а потом — в Тигиле. Была назначена заведующей Красной ярангой в селе Воямполка. Тогда начала заниматься культурно-массовой работой. Она стала сочинять стихи, сказки, рассказы, в которых говорила о родной земле и ее людях, а также организовала танцевальный ансамбль.
Первые публикации произведений Суздаловой появились уже в 1950-е годы, однако наиболее активно она стала печататься только с конца 1960-х годов. Очень плодотворными для писательницы стали 1980-е годы. В это время областные газеты «Камчатская правда» и «Камчатский комсомолец» регулярно предоставляли ей свои литературные страницы. Её стихи, легенды и сказки стали публиковаться в дальневосточных сборниках, альманахах и антологиях: «На Севере дальнем», «На семи ветрах», «Глубины вздоха», «Камчатка». Разбросанные по страницам периодики и сборников публикации сформировались в первый авторский сборник «Те собачьи упряжки умчались…» (1993). В 1995 году вышла книга «Огненная шаманка», в 1997 году — «Встречи в тундре».
С 1996 года стихи Суздаловой стали включать московские литературные сборники (Современная литература народов Севера и Дальнего Востока. — М., 1996; Последнее пришествие. — М., 1998).
Переехала в г. Петропавловск-Камчатский. Создала семейный фольклорный ансамбль «Пимчах» («Огонёк») и выступала с ним как на Камчатке, так и за пределами России.
В 2013 году выпустила книгу «Земля предков», представляющую различные жанры творчества писательницы: лирика, сказки, легенды, рассказы, зарисовки, лиричные и дневниковые записи.
Умерла 22 сентября 2023 года.

## Награды и признание
- Премия им. Г. Поротова (1993).
- Памятная медаль «Патриот России» (2010) — за большой вклад в патриотическое воспитание молодёжи.
- Лауреат и участник многих конкурсов и фестивалей.

## Комментарии
1. ↑  Выпуск книги Н. Суздаловой «Встречи в тундре», осуществлённый издательским центром типографии СЭТО-СТ в 1997 году, был приурочен к 60-летию автора[3].